# 舊凱瑟琳安徒生宅邸
舊凱瑟琳安徒生宅邸（日语：旧キャセリン・アンダーセン邸），是一座位於日本兵库县神户市中央區北野町山本通的異人館。也是目前重要傳統的建造物群保存地區「北野町山本通」的構成部分。

## 概要
這座建築的名字來源於曾經住在那裡的瑞典婦女凱瑟琳·安徒生。位於山本通的公共住宅「秀客家」西胡同南側的後街。此住宅在2000年1月之前也作為「瑞典館」對外開放，但現已對公眾關閉。除主樓外，在建築旁還增設研討室。

## 建築概述
- 設計者：未知
- 完成：明治32年（1899年）
- 結構：二層木結構，四坡屋頂+山牆屋頂，石基，隔板油漆，百葉窗雙懸窗，煙囪磚貼面
- 地址 - 兵庫縣神戶市中央區山本通3-5